# يورانوثاوما نغورو
Uranothauma nguru هي فراشة من عائلة Lycaenidae . توجد في تنزانيا من الجزء الشرقي للبلاد حتى جبال نجورو . 